# Parapercis rubromaculata
Parapercis rubromaculata is een straalvinnige vissensoort uit de familie van de krokodilvissen (Pinguipedidae). De wetenschappelijke naam van de soort is voor het eerst geldig gepubliceerd in 2012 door Ho, Chang & Shao.